# Chadwick-parti gyapotegér
A Chadwick-parti gyapotegér (Peromyscus gossypinus restrictus) az emlősök (Mammalia) osztályának rágcsálók (Rodentia) rendjébe, ezen belül a hörcsögfélék (Cricetidae) családjába és a Neotominae alcsaládjába tartozó gyapotegér egy feltételezhetően kihalt alfaja. Egérszerű, apró termetű rágcsáló.

## Előfordulása
Nevét eredeti élőhelyéről kapta: Chadwick-part, amely Floridában a Manasota Key-félsziget tengerparti övezetében található. Élőhelyén 1938-ban láttak utoljára, így jelenleg azt feltételezik, hogy kihalt.
Az egér elsősorban Englewood-ban a Sarasota megyei Chadwick-parton, illetve Englewood déli részén a Charlotte megyei Englewood-parton volt fellelhető.

## Megjelenése
A Chadwick-parti gyapotegér hasonlít a gyapotegérhez, de annál kisebb termetű és halványabb színezetű. A teljes testhossza (farokkal együtt mérve) 172 mm volt, ebből a farok hossza 72,5 mm. A hátsó lábak hossza 22,3 mm, a fülek hossza 22,3 mm, legnagyobb koponyahossza pedig a 27,6 mm volt. A járomcsonti szélessége 13,9 mm, a ’’praeorbitalis’’ távolság 4,4 mm, az orrhossza 10,9 mm, az állcsontban ülő fogak hossza 3,9 mm volt. A szőrzetének színezete felül rózsaszínből fahéjba hajlik egy kevés vörös színezettel a háta közepén. Alul fehér színű volt némi halvány rózsaszínből sárgásbarnába hajló elmosódott színezettel a mellkasán. A farok felül barna, alul sárgásbarna színű. A háti csík hátul kisebb volt, mint a gyapotegérnél.

## Életmódja
A Chadwick-parti gyapotegér a zárt lombkoronával rendelkező tengerparti erdők lakója volt. Ezen erdőtársulások fő erdőalkotó fafajai a virginiai tölgy (Quercus virginiana), a közönséges szabalpálma (Sabal palmetto) és a déli virginiai boróka (Juniperus virginiana var. silicicola). Homokdűnéken, ahol a tengeri zab (Uniola paniculata) - ez egy magas fűféle - alkotja az uralkodó vegetációt szintén megtalálható volt. A gyapotegérhez hasonlóan a Chadwick-parti gyapotegér is éjszakai állat volt. Ökológiai szempontból ezt az alfajt a feltételezett kihalása miatt eddig nem vizsgálták.

## Kihalása
A Chadwick-parti gyapotegérnek csak 15 példánya vált ismertté, melyeket Luther C. Goldman gyűjtött 1938  márciusában. Azt követően kapott feltételezetten kihalt besorolást, hogy az 1984-ben, 1985-ben, 1988-ban és 1989-ben végzett kiterjedt kutatás sem hozott eredményt, azaz ezt az egeret nem sikerült újra felfedezni. Eltűnésének oka lehetett élőhelyének, a tengerparti erdőknek az eltűnése, valamint az elvadult házi macskák elszaporodása.

## Rokon fajai
- Peromyscus leucopus  - fehérlábú egér
- Peromyscus maniculatus  - őzegér
- Peromyscus gossypinus  - gyapotegér

### Fordítás
Ez a szócikk részben vagy egészben a Peromyscus gossypinus restrictus című angol Wikipédia-szócikk fordításán alapul.  Az eredeti cikk szerkesztőit annak laptörténete sorolja fel. Ez a jelzés csupán a megfogalmazás eredetét és a szerzői jogokat jelzi, nem szolgál a cikkben szereplő információk forrásmegjelöléseként.